# Carla Zijlstraová
Carla Johanna Zijlstraová (* 15. března 1969 Sneek, Frísko) je bývalá nizozemská rychlobruslařka.
Na mezinárodní scéně debutovala v roce 1991, kdy nastoupila do závodů Světového poháru. Startovala také na evropském (10. místo) a světovém vícebojařském (9. místo) šampionátu. V následující sezóně se zúčastnila, mimo jiné, i Zimních olympijských her 1992, kde v závodech na 3 a 5 km dojela shodně na čtvrtém místě, na trati 1500 m byla devátá. V roce 1993 dosáhla sedmé příčky na Mistrovství Evropy i světa ve víceboji, na evropském šampionátu 1994 byla šestá. Startovala na zimní olympiádě 1994 (1500 m – 22. místo, 3000 m – 9. místo, 5000 m – 7. místo). Na premiérovém ročníku Mistrovství světa na jednotlivých tratích 1996 získala stříbrnou medaili na trati 5000 m, na třech kilometrech byla sedmá. Další cenné kovy z tohoto šampionátu přidala v následujících letech – v roce 1997 stříbro (5 km) a bronz (3 km) a v roce 1998 bronz (5 km), přičemž na distanci 3 km byla šestá. Na Zimních olympijských her 1998 startovala na distancích 3000 m, kde skončila na devátém místě, a 5000 m, kde dojela jako šestá. Zúčastnila se také světového šampionátu na jednotlivých tratích 1999, kde se umístila těsně pod stupni vítězů – na 3000 m byla pátá, na 5000 m čtvrtá. Po sezóně 1998/1999 ukončila sportovní kariéru. V letech 1991–1999 získala na nizozemských mistrovstvích celkem 21 medailí.
V roce 2001 se vdala za bývalého australského lyžaře Anthonyho Evanse, se kterým má dvě dcery.